# FN Byen
FN Byen (internationalt: UN City) ligger i København og består af to campusser. Campus 1 er en kontorbygning med otte fløje på Marmormolen på Østerbro, der huser 11 FN-organisationer med 1.500 ansatte fordelt på over 100 nationaliteter. Campus 2 er et højlager i containerhavnen i Nordhavnen med en kapacitet på op til 37.000 paller, hvilket gør den til verdens største humanitære varehus.

## Historie
Ideen til en FN-by i København kom frem i 2002, og i 2005 valgtes Marmormolen som stedet for Campus 1. På det tidspunkt lå UNICEF's verdenslager på Marmormolen, men som en del af planen skulle det erstattes af det nye lager Campus 2 i Nordhavnen. Når det var kommet i drift, kunne verdenslageret så rives ned for at give plads til det nye kvarter Marmorbyen, mens Campus 1 fik plads ved siden af yderst på molen. I den første plan fra Marmormolens ejer By & Havn fra 2008 var det tanken, at Campus 1 skulle være et harmonikaformet byggeri. FN havde imidlertid en række krav til byggeriet, der derfor måtte ændres. Det danske arkitektfirma 3XN blev efterfølgende hyret og fremkom med et nyt koncept baseret på et ottetakket stjerne. På denne baggrund vedtog Københavns Borgerrepræsentation en lokalplan for området i december 2009.
Det første spadestik blev taget af Københavns overborgmester Frank Jensen 15. april 2010. På det tidspunkt var det kun tanken at opføre de fem af Campus 1's otte fløje, idet der skulle tages stilling til de tre andre senere. Allerede mens byggeriet stod på, besluttede den danske regering imidlertid, at bygningen skulle opføres i sin helhed. I april 2012 begyndte nedrivningen af verdenslageret i forbindelse med, at Campus 2 blev taget i brug i løbet af sommeren. De første fem fløje af Campus 1 blev overgivet til Udenrigsministeriet ved årsskiftet 2012/2013 med resten et år senere. Indvielsen blev foretaget af FN's generalsekretær Ban Ki-moon og dronning Margrethe 2. 4. juli 2013.

## Bygninger
Campus 1 på Marmormolen er tegnet af det danske arkitektfirma 3XN, og opført af E. Pihl & Søn med By & Havn som bygherre. Bygningen er udformet som et ottetakket stjerne med otte seks etages fløje, der stikker ud i hver sin retning fra et fælles atrium, og med i alt 45.000 m² kontorareal. Tanken er at bygningen skal afspejle, at de enkelte organisationer er uafhængige og professionelle men samtidig har rødder i et fælles sæt af værdier. Der er lagt vægt på, at bygningen skal være bæredygtig og miljøvenlig med et kalkuleret årligt energiforbrug på mindre end 50 kWh/m². Bygningen er blevet præmieret med EU-Kommissionens Green Building Award for nye bygninger og en Platinum LEED certificering. Af sikkerhedsgrunde ligger den på en ø for sig, idet der anlagdes en kanal som adskillelse fra resten af Marmormolen.
Campus 2 ligger ca. 1,5 km nordøst for Campus 1 i luftlinje ved Oceanvej i Nordhavnen. Det er også opført af E. Pihl & Søn for By & Havn. SSI Schäfer A/S har leveret et robotstyret højlager, et automatisk pakkeri og en klimaskærm til højlageret.

## Organisationer
Følgende FN-organisationer er repræsenteret i FN Byen:
- IOM - Den Internationale Migrationsorganisation
- UNDP - FN's Udviklingsprogram
- UN Environment (tidligere UNEP)
- UNFPA - FN's Befolkningsfond
- UNHCR - FN's Flygtningeorganisation
- UNICEF - United Nations Children's Fund
- UNIDO - FN's Organisation for Industriel Udvikling
- UNOPS – FN's kontor for projektledelse
- UN Women - FN's enhed for ligestilling og forbedring af kvinders forhold
- WFP - FN's Verdensfødevareprogram
- WHO - Verdenssundhedsorganisationen